# کوردیرو (ریودوژانیرو)
کوردیرو (به پرتغالی: Cordeiro) یک منطقهٔ مسکونی در برزیل است که در ریو دو ژانیرو واقع شده‌است. کوردیرو ۱۱۶٫۰۴۴ کیلومتر مربع مساحت و ۲۲٬۰۴۱ نفر جمعیت دارد و ۴۸۵ متر بالاتر از سطح دریا واقع شده‌است.